# Tipula (Lunatipula) sigma
Tipula (Lunatipula) sigma is een tweevleugelige uit de familie langpootmuggen (Tipulidae). De soort komt voor in het Palearctisch gebied.